# Lucicreide Vai pra Marte
Lucicreide Vai pra Marte é um filme brasileiro de 2021 do gênero comédia. Dirigido por Rodrigo César, é estrelado por Fabiana Karla interpretando novamente sua personagem mais famosa, a empregada Lucicreide. A produção foi distribuída no Brasil pela Downtown Filmes e Paris Filmes.

## Sinopse
A casa de Lucicreide (Fabiana Karla) se torna um ambiente caótico com a chegada de sua sogra, que após ser despejada, resolve ir morar lá. Abandonada pelo marido Dermirréi e enfrentando crise para administrar sua casa e seus cinco filhos, ela só tem o desejo de ir embora para longe de casa. Lucicreide aceita participar de uma missão que levará o primeiro homem para Marte, mesmo sem ter ideia do que é uma viagem espacial, e o filho de seus patrões, Tavinho, a inscreve no projeto.

## Elenco
- Fabiana Karla como Lucicreide
- Adriana Birolli como Luana
- Cacau Hygino como Padre João
- Ceronha Pontes como Rosa
- Isio Ghelman como Watson
- Lucy Ramos como Comandante Lee
- Leandro da Matta como Michel
- Guiguiba como Ridoaldo
- João Neto como Mozaniel
- Marina Maia como Francinete
- Dona Irene como Dona Zefinha
- Jeison Wallace como Jandira
- Bianca Joy como Débora
- Renato Chocair como Arnaldo
- Batoré como Dermirréi
- Carlinhos Maia como Comissário de Bordo

## Produção
O filme teve cenas gravadas nas instalações da Agência Espacial Americana, a NASA. Foi a primeira produção a gravar no local desde Armaggedon, filme de 1998.
A produção conta com vários efeitos especiais e teve cenas gravadas em um avião que simula gravidade zero.  A aeronave, dedicada ao treinamento de astronautas, saiu de Las Vegas e fez acrobacias sobre o deserto de Nevada, nos Estados Unidos.

## Lançamento
A produção estreou nos cinemas de São Paulo, Rio de Janeiro, Belo Horizonte, Brasília e toda região Nordeste do país em 4 de março de 2021.